# António Baião
António Eduardo Simões Baião (Alqueidão de Santo Amaro, Beco, Ferreira do Zêzere, 10 de Outubro de 1878 — Lisboa, 21 de Maio de 1961), mais conhecido por António Baião, foi um conservador-arquivista, historiador e pedagogo português.
Baião foi o 48.° e último guarda-mor da Torre do Tombo de 1908 a 1910 e seu 1.° director de 1910 a 1949. Publicou algumas centenas de artigos sobre temas diversos da História de Portugal, com destaque para a historiografia da Inquisição em Portugal e nos seus domínios coloniais.

## Biografia
Fez os seus estudos primários na terra natal e os secundários no colégio jesuíta de São Fiel (Louriçal do Campo) e em Santarém, inscrevendo-se depois no curso de Direito da Universidade de Coimbra, que concluiu em 1900. Terminado o curso, empregou-se como professor provisório do Liceu de Santarém, cargo que manteve por um curto período de tempo. Nos anos imediatos leccionou nas escolas industriais e comerciais de Machado de Castro e de Ferreira Borges, sempre como professor provisório.[carece de fontes?]
Em 1902 iniciou funções no Arquivo da Torre do Tombo como 2.º conservador, passando a 1.º conservador em 1906. Ascendeu a guarda-mor da Torre do Tombo em 1908 e a director em 1910, cargo em que permaneceu até se reformar (1949). 
Foi sócio efetivo (1920) da Academia das Ciências de Lisboa, de que chegou a ser vice-secretário geral, e foi diretor dos Portugaliae Monumenta Historica, para além de ter sido sócio da Academia Portuguesa de História desde a refundação de 1936, da qual foi 2º vice-presidente, 1º vice-presidente e presidente interino.
Entre 1903 e 1905 foi director da Revista Pedagógica, dedicando-se a temas da área das ciências da educação. Colaborou em diversas publicações periódicas, nomeadamente nos Anais das bibliotecas, arquivo e museus municipais (1931-1936), no Boletim cultural e estatístico (1937), na Revista de Arqueologia  (1932-1938) e na revista Serões (1901-1911). E colaborou, ainda, na obra In Memoriam: Júlio de Castilho  publicada em 1920.  Nos seus estudos de história, dedicou-se ao estudo da Inquisição, tema sobre o qual publicou cerca de duas centenas de estudos esclarecendo factos da história portuguesa.
Publicou, também, numerosos estudos nos Anais da Academia Portuguesa de História e algumas monografias.

## Obras
- O Arquivo da Torre do Tombo: Sua História, Corpos que o Compõem e Organização (com Pedro A. d'Azevedo), Lisboa, 1905. Nova edição: Lisboa, 1950.
- A Inquisição em Portugal e no Brasil: Subsídios para a sua História, in Arquivo Histórico Português, 1906-1916.
- Episódios Dramáticos da Inquisição Portuguesa, vol. I: Homens de Letras e de Ciência por Ela Condenados (Porto: Renascença Portuguesa, 1919), vol. II: Homens de Letras e de Ciência por Ela Condenados - Vária (Rio de Janeiro: Anuário do Brasil, 1924), vol. III: Vária (Lisboa: Seara Nova, 1938).
- Causa da Nulidade de Matrimónio entre a Rainha D. Maria Francisca Isabel de Saboia e o Rei D. Afonso VI, Coimbra: Imprensa da Universidade, 1925.
- Homenagem a Camilo no seu Centenário 1825-1925, Coimbra: Imprensa da Universidade, 1925.
- A Inquisição de Goa (2 vols.), Lisboa : Academia das Ciências, 1930-1945.
- El-Rei D. João IV e a Inquisição, Lisboa: Academia Portuguesa da História, 1942.